# Тростянецька сільська рада (Великомихайлівський район)
Тростяне́цька сільська́ ра́да — колишня адміністративно-територіальна одиниця та орган місцевого самоврядування в Великомихайлівському районі Одеської області. Адміністративний центр — село Тростянець.

## Загальні відомості
Тростянецька сільська рада утворена в 1921 році.
- Територія ради: 46,18 км²
- Населення ради: 700 осіб (станом на 2001 рік)

## Населені пункти
Сільській раді були підпорядковані населені пункти:
- с. Тростянець
- с. Кістельниця
- с. Малоплоске
- с. Новоантонівка
- с. Орел
- с. Покровка
- с. Привілля

## Населення
Згідно з переписом 1989 року населення сільської ради становило 711 осіб, з яких 306 чоловіків та 405 жінок.
За переписом населення 2001 року в сільській раді мешкало 709 осіб.

### Мова
Розподіл населення за рідною мовою за даними перепису 2001 року:
| Мова       | Відсоток |
| ---------- | -------- |
| російська  | 70,29 %  |
| українська | 27,29 %  |
| молдовська | 2,14 %   |

## Склад ради
Рада складається з 14 депутатів та голови.
- Голова ради: Привалов Сергій Єгорович
- Секретар ради: Кравченко Раїса Петрівна

### Керівний склад попередніх скликань
| Прізвище, ім'я, по батькові | Основні відомості                                                                      | Дата обрання | Дата звільнення |
| --------------------------- | -------------------------------------------------------------------------------------- | ------------ | --------------- |
| Кілівник Юрій Олексійович   | Сільський голова, 1964 року народження                                                 | 26.03.2006   | 01.11.2007      |
| Привалов Сергій Єгорович    | Сільський голова, 1957 року народження, освіта вища, член Комуністичної партії України | 16.03.2008   | 31.10.2010      |
| Привалов Сергій Єгорович    | Сільський голова, 1957 року народження, освіта вища, член Комуністичної партії України | 31.10.2010   | 25.10.2015      |

Примітка: таблиця складена за даними сайту Верховної Ради України

### Депутати
За результатами місцевих виборів 2010 року депутатами ради стали:

#### За суб'єктами висування
| Суб'єкт висування           | Кількість обраних депутатів | %    |
| --------------------------- | --------------------------- | ---- |
| Партія регіонів             | 9                           | 64,3 |
| Комуністична партія України | 2                           | 14,3 |
| Народна партія              | 2                           | 14,3 |
| Самовисування               | 1                           | 7,1  |

#### За округами
| № округу                    | Прізвище, ім'я, по батькові     | Дата визнання обраним | Освіта             | Партійна приналежність | Відомості про обраного депутата                                   |
| --------------------------- | ------------------------------- | --------------------- | ------------------ | ---------------------- | ----------------------------------------------------------------- |
| Комуністична партія України |                                 |                       |                    |                        |                                                                   |
| 3                           | Знакован Михайло Дмитрович      | 04.11.2010            | середня            | позапартійний          | Великомихайлівський РВ УМВС, дільничний інспектор                 |
| 8                           | Звягінцева Ольга Андріївна      | 04.11.2010            | середня            | позапартійна           | тимчасово не працює                                               |
| Народна Партія              |                                 |                       |                    |                        |                                                                   |
| 5                           | Максименко Любов Миколаївна     | 04.11.2010            | середня            | член Народної партії   | ДП «Квіт», продавець                                              |
| 14                          | Барабаш Борис Борисович         | 04.11.2010            | середня            | позапартійний          | Тростянецька сільська рада, завідувач ферми                       |
| Партія регіонів             |                                 |                       |                    |                        |                                                                   |
| 1                           | Чернова Марія Михайлівна        | 04.11.2010            | середня спеціальна | член Партії регіонів   | Великомихайлівський територіальний центр, соціальний працівник    |
| 2                           | Смолінська Леся Леонідівна      | 04.11.2010            | середня спеціальна | позапартійна           | Тростянецька загальноосвітня школа I-III ст., технічний працівник |
| 4                           | Буковська Віта Григорівна       | 04.11.2010            | незакінчена вища   | член Партії регіонів   | Тростянецька загальноосвітня школа I-III ст., педагог-організатор |
| 6                           | Чирко Любов Миколаївна          | 04.11.2010            | середня спеціальна | член Партії регіонів   | Тростянецька сільська рада, касир                                 |
| 7                           | Шульгін Геннадій Іванович       | 04.11.2010            | середня            | член Партії регіонів   | Тростянецька загальноосвітня школа I-III ст., водій               |
| 9                           | Кравченко Раїса Петрівна        | 04.11.2010            | середня            | позапартійна           | Тростянецька сільська рада, секретар                              |
| 10                          | Гребєнщикова Ольга Климентіївна | 04.11.2010            | вища               | член Партії регіонів   | Тростянецька загальноосвітня школа I-III ст., вихователь          |
| 11                          | Дубровіна Інна Миколаївна       | 04.11.2010            | середня            | позапартійна           | тимчасово не працює                                               |
| 13                          | Барабаш Валерій Борисович       | 04.11.2010            | середня спеціальна | позапартійний          | Тростянецька сільська рада, робітник                              |
| Самовисування               |                                 |                       |                    |                        |                                                                   |
| 12                          | Привалова Олена Григорівна      | 04.11.2010            | середня спеціальна | позапартійна           | Тростянецька сільська рада, бухгалтер                             |